# 傻眼貓咪
傻眼貓咪是網路爆紅用詞，其來源是一則新聞事件，警方在一場吸毒的攻堅中，起出印有「傻眼」字樣，以及「貓咪」插畫的毒品咖啡包，並用此梗做新聞，後來被有心的年輕族群，廣泛流傳為一句新語彙。在社群經常用來表示自己很傻眼不知所云的情緒狀態，或嗑藥過頭很「ㄎㄧㄤ」的荒唐行徑，也會形容做「傻眼貓咪」。

## 相關新聞
- 三男摩鐵喝傻眼咖啡　ㄎㄧㄤ到警上門還在睡 （页面存档备份，存于）
- 毒蟲食用印有「傻眼」毒品 遇警真傻眼!